# 1611 год в России
Правление: 1610—1613 — Семибоярщина

## Февраль
- Призыв думного дворянина Прокопия Ляпунова к русским положить конец польско-литовской оккупации[1].
- 24 февраля — начало формирования Ляпуновым и князем Дмитрием Трубецким в Рязани земского ополчения, получившего название Первого народного ополчения[1].
- Освобождена Староладожская крепость, захваченная шведами в 1610 году[2].

## Март
- Взятие шведами после многомесячной осады крепости Корелы[3].
- 19 (29) — 20 (30) марта[4] — начало московского восстания против польско-литовской оккупации Москвы[1].
- 19 (29)— 20 (30) марта[4] — пожар Москвы. Поляки подавили восстание и закрылись в Кремле, среди них французский наёмник мушкетёр Жак Маржерет[5].
- 21 марта — к Москве подошли передовые части первого ополчения под командованием князя Дмитрия Пожарского и завладели Замоскворечьем и Белым городом[1].
- 26 марта — захват поляками в плен под Смоленском русских послов и вывоз их в Польшу, как заложников[1].
- Условия сдачи Смоленска, выработанные польским королевским советом, отвергли защитники города[6].
- Патриарх Гермоген заключён в темницу Чудова монастыря[7].

## Апрель
- 1 апреля — начало осады Москвы.
- 23 марта (2 апреля) — Лжедмитрий III, в окружении казаков явился в Новгород и объявил себя чудесно спасшимся "царём Дмитрием Ивановичем" (то есть Лжедмитрием I), но новгородцы прогнали его. Лжедмитрий III с казаками бежали в Ивангород, где были приняты воеводой Хованским Иваном Фёдоровичем и служилыми людьми с пушечным салютом. Самозванцу присягают: Ям (сов. Кингисепп), Копорье, Гдов. Псков — центр повстанческого движения на северо-западе Русского государства отказался целовать ему крест[8].

## Май
- Создан «Совет всея земли» Первого народного ополчения[5].

## Июнь
- 2 (12) июня — во время массированного артиллерийского обстрела Смоленска разрушена часть крепостной стены[6].
- 3 (13) июня — взятие поляками Смоленска. Жители, собравшиеся в Успенском соборе, погибли в результате возникшего пожара и взрыва пороха с последующим обрушением крыши собора[1].
- 30 июня — принятие Первым народным ополчением порядка временного правления государством: «Совет всея земли» выбирает подчиняющийся Совету триумвират (Ляпунов, князь Трубецкой и атаман Заруцкий) для «управления земскими и ратными делами». Планируется полная земельная реформа[1][5][9].
- Сигизмунд III, после взятия Смоленска, решает забрать Василия Шуйского с братьями Дмитрием и Иваном Пуговкой, а также захваченным при падении Смоленска Михаила Борисовича Шеина (казнён 1634 году) в Варшаву[10].

## Июль
- 16 июля (26-27) — взятие шведами (командующий граф Якоб Делагарди) Новгорода; последовавшая поддержка новгородскими боярами шведского кандидата на московский престол[1][3].
- Неудачная попытка шведов взять Псков.
- Осада польского гарнизона в Кремле и Китай-городе казаками князя Дмитрия Трубецкого[1].
- 22 июля — убийство казаками в ходе их раздоров Прокопия Ляпунова; конец попытки самоорганизации посредством «Совета всея земли» и последующий распад Первого ополчения[5].

## Август
- 25 (4 августа) — представители новгородской земли, в том числе митрополит Исидор и воевода И.Н. Одоевский-Большой, были вынуждены подписать с Я. Делагарди шведско-новгородский союзный договор, согласно которому присягнули на верность одному из сыновей Карла IX (до предполагаемого прибытия шведского принца в Новгород власть от его имени осуществлял Делагарди, а в его отсутствие — Э. Горн) и обязались привести к присяге новому государю жителей всех новгородских земель[3].
- Шведско-новгородские отряды заняли Порхов[3].
- Лжедмитрий III, собрав небольшой войско, пытался взять Псков, но шведы, захватившие к этому времени Новгород, отогнали его от города, а затем наголову разбили его на р. Плюсса, после чего самозванец с остатками своих сил сумел укрыться в Ивангороде[8].

## Сентябрь
- В Нижнем Новгороде для борьбы с польскими интервентами земским старостой Кузьмой Мининым формируется второе народное ополчение под командованием князя Дмитрия Пожарского[1].
- Шведско-новгородские отряды вновь заняли Старую Ладогу и Тихвин (Тихвинский посад)[3].
- 31 августа (9 сентября)—7 (17) октября — осада Пскова шведами под предводительством Эверта Горна[11].
- Сентябрь 1611—май 1612 — осада Орешка[12].

## Октябрь
- Минин организует сбор средств для ополчения[5].
- 19 октября — Решением польского Сейма Василий Шуйский с братьями заключён в Гостынский замок[10].

## Декабрь
- 1 (11) декабря — заключено Деулинское перемирие, завершившее интервенцию Речи Посполитой в Русское государство[6].
- 4 (14) декабря — псковский воевода Вельяминов-Зернов Н.Д., пожалованный Лжедмитрием II в 1609 году в бояре, убедил утомлённых шведской осадой псковичей пригласить Лжедмитрия III в город. Псковичи принимают самозванца, как "царя Дмитрия Ивановича" (то есть Лжедмитрия I)[8].
- Лжедмитрий III посылает под Москву атамана Г. Попова к руководителям Первого ополчения, с окружными грамотами. Появление посольства спутало планы Заруцкого, рассчитывавший возвести на престол малолетнего  сына Лжедмитрия II и Марины Мнишек — Ивана Дмитриевича и стать при нём фактическим правителем государства[8].
- Одоевский Иван Никитич Большой вместе с новгородским митрополитом Исидором отправили в Стокгольм посольство во главе с архимандритом Юрьева монастыря Никандром с предложением занять русский престол в Москве одному из сыновей шведского короля. Для выработки общей позиции по этому вопросу установили контакт с руководителями Второго ополчений 1611-1612 годов[13].

## Неизвестная дата
- 1609—1611 — Оборона Смоленска[14].
- 1610—1612 — польско-литовская оккупация Москвы[15].
- 1610—1613 — Семибоярщина.
- 1610—1615 — А.И. Лисовский собрал солдат из Речи Посполитой, татар и присоединившимися к нему англичан и ирландцев из шведского войска, встал лагерем в псковском пригороде Заволочье, где грабили и убивали население окрестностей Пскова и Новгорода[16].
- 1610—1617 — Русско—шведская война[17].
- 1611—1612 — фактический правитель Казани дьяк Шульгин Никанор Михайлович выступал за образование самостоятельного Казанского государства[18].
- 1611—1617 — Старая Русса оккупирована шведскими войсками[19].
- Действия в Карелии русских партизан, в том числе отряда стрельцов воеводы Максима Лихарева.
- В Томском уезде произошло нападение киргизов на Ачинскую волость[20].
- Отряды крымских татар разорили Замосковный край, южные уезды и "жили без выезду" в пределах Русского государства до 1612 года[21].
- Новодевичий монастырь был взят и разграблен казаками И.М. Заруцкого. В это время в монастыре пребывала инокиня Ольга (в миру царевна Ксения Борисовна, дочь царя Бориса Годунова)[22].
- Осташков серьёзно пострадал от нападения поляков (крепость восстановлена к 1620-м годам)[23].
- Смоленск получил Магдебургское право[24].
- Великие Луки захвачены и город полностью разорён (см. 1619 год)[25].
- Отрядами польско-литовских интервентов первый раз разрушен город-крепость Орёл (см. 1615 и 1636 года)[26].

## Акты и грамоты
- 2 ноября — Список разных чинов людей, которые были на земской службе в воеводою Трубецким Дмитрием Тимофеевичем[27].

## Руководители приказов
| Года           | Приказ           | Ф,И,О главы               | Примечания         |
| -------------- | ---------------- | ------------------------- | ------------------ |
| Август-декабрь | Поместный приказ | Третьяков Пётр Алексеевич | В Первом ополчении |
|                |                  |                           |                    |
|                |                  |                           |                    |

## Родились
- Иван Ворёнок (5 января 1611[источник не указан 3138 дней], Калуга — 16 июля 1614, Москва) — малолетний сын Марины Мнишек от Лжедмитрия II (реальнее — от атамана донских казаков Заруцкого Ивана Мартыновича); сторонники называли его Иван Дмитриевич и считали претендентом на русский престол, а противники — Ивашка или Ворёнок.

## Умерли
- 7 (17) марта — Бельский, Богдан Яковлевич — думный дворянин, боярин (с 1605), видный деятель опричнины, участник Ливонской войны; племянник Скуратова-Бельского Григория Лукьяновича; доверенное лицо Ивана Грозного (1576-1584), его дипломатический агент (в частности, в переговорах с Англией). Убит в Казани толпой горожан, которых он отговаривал от присяги полякам[29].
- Голицын, Андрей Васильевич — видный боярин эпохи смуты.
- Кашин-Оболенский, Михаил Фёдорович (ум. 21 августа 1611) — князь, окольничий, боярин, воевода Чернигова (1603) и Брянска (1607).
- Ляпунов, Прокопий Петрович (ум. 22 июля 1611) — деятель Смутного времени, стоял за Лжедимитрием I; потом пристал к Болотникову, пока не разочаровался в успехе. Предлагал корону кн. Скопину-Шуйскому; стоял за тушинского самозванца, за Владислава IV польского, в 1611 с рязанским ополчением, земскими представителями и казаками двинулся изгонять поляков, но поссорился с казаками и был ими убит[30].
- Молчанов, Михаил Андреевич — русский дворянин, политический авантюрист времён Смуты, приспешник Лжедмитрия I, цареубийца, самозванец .
- Пафнутий (митрополит Сарский) — епископ Русской православной церкви.
- Салтыков, Иван Михайлович — московский дворянин и воевода; по навету подвергнут пыткам и посажен на кол в Новгороде.
- Туренин, Михаил Самсонович — дворянин московский и воевода, затем окольничий (1604) и боярин (1607).
- Щелкалов, Василий Яковлевич — влиятельный думный дьяк, глава Разрядного приказа (1577-1594), Посольского приказа (1594-1601)[31].
- Власьев Афанасий Иванович (по другим данным в 1610 году) — государственный деятель, дипломат, думный дьяк (с 1598), руководитель ряда Приказов[32].
- Телепнёв Василий Григорьевич — государственный деятель, думный дьяк (не позднее 1607 года)[33].